# Kazimierz Antoni Badziąg
Kazimierz Antoni Badziąg (ur. 26 sierpnia 1921 w Tczewie, zm. 15 października 2016 tamże) – polski fizyk, wykładowca akademicki, więzień KL Stutthof, autor wspomnień, rzecznik pojednania polsko-niemieckiego.

## Życiorys
Urodził się w Tczewie w kolejarskiej rodzinie Antoniego i Joanny z domu Kamskiej. Rodzina początkowo mieszkała w Tczewie, potem przeniosła się do Chojnic, gdzie Kazimierz ukończył gimnazjum i w roku 1939 zdał maturę. W roku 1935 przyłączył się do drużyny harcerskiej i wziął udział w Międzynarodowym Zlocie Harcerskim w Spale. Po szkole zamierzał zostać zawodowym żołnierzem, ale nie zdążył z racji na wybuch II wojny światowej. Został wysłany na przymusowe roboty. W 1941 r. został członkiem Szarych Szeregów. Przymusowo wcielony do Wehrmachtu z armią niemiecką dotarł na Krym. Tam, kiedy Niemcy odkryli jego działalność konspiracyjną, został aresztowany w Bachczysaraju. Po śledztwie i przesłuchaniach przez gdańskie Gestapo został osadzony w KL Stutthof (nr obozowy 26 336). Brał udział w ewakuacji obozu tzw. „Rejsie Śmierci”. Dotarł do Danii, gdzie doczekał wyzwolenia.
Do Polski powrócił w 1946 r. Obronił pracę doktorską z fizyki w Wyższej Szkole Pedagogicznej w Gdańsku. W 1963 r. w USA odbył stypendium naukowe z dziedziny fizyki. Potem kierował Katedrą Dydaktyki Fizyki na Uniwersytecie Gdańskim, a także piastował stanowisko prodziekana Wydziału Matematyki i Fizyki UG.
Przez wiele lat należał do Harcerskiego Kręgu Seniorów „Korzenie”. Na emeryturze działał w kręgu starszoharcerskim SKI „Jaszczurkowcy” w Hufcu Tczew. 14 marca 2010 r. chorągwiana Komisja Stopni Instruktorskich przyznała phm. Kazimierzowi Badziągowi stopień harcmistrza. Współpracował z Muzeum Stutthof, gdzie spotykał się z młodzieżą niemiecką i opowiadał o swoich przeżyciach w latach wojny. Dla społeczności Trójmiasta organizował wykłady „Ciekawej fizyki” na Politechnice Gdańskiej.
Autor licznych publikacji z dziedziny fizyki (napisał ponad 100 publikacji). Był również autorem książki: Był taki czas. Wspomnienia pomorskiego harcerza.
Był mężem Marii Badziąg.
Zmarł we własnym domu w Tczewie, pochowany 22 października 2016 na cmentarzu parafii św. Józefa w Tczewie (sektor K-1-3).

## Odznaczenia
- Srebrny Krzyż Zasługi (30 czerwca 1955)[7]
- Medal 10-lecia Polski Ludowej (4 marca 1955)[8]
- Srebrny Krzyż „Za Zasługi dla ZHP” (2010)[4]
- Medal im. Profesora Ignacego Adamczewskiego (2009)[9]
- Federalny Krzyż Zasługi (Niemcy, 2012)[2]